# Gastrochilus rutilans
Gastrochilus rutilans är en orkidéart som beskrevs av Gunnar Seidenfaden. Gastrochilus rutilans ingår i släktet Gastrochilus och familjen orkidéer. Inga underarter finns listade i Catalogue of Life.